# Leeseo
李賢瑞（： Lee Hyun-Seo；2007年2月21日—），藝名Leeseo（： Leeseo），韓國女歌手，為女子團體IVE成員之一。2021年12月1日以單曲《ELEVEN》於韓國正式出道，在隊內擔任領舞、副唱及忙內。

## 經歷

### 出道前
- SM娛樂兒童模特兒出身。[1]。
- 2009年8月5日，出現在韓孝周出演的節目《深夜正式演藝》，當時年僅3歲。[2]
- 2019年，因為到新世界百貨買飲料而被公司理事挖掘，進入STARSHIP娛樂。
- 2021年11月7日，STARSHIP娛樂公佈為旗下新女團IVE的最後一名成員。

### 出道後

#### 2021年
- 2021年12月1日，正式以IVE單曲《ELEVEN》於韓國正式出道。

#### 2022年
- 2022年11月8日，經紀公司向媒體《Newsen》表示，Leeseo已錄取韓林演藝藝術高等學校演藝科 [3]。

#### 2023年
- 2023年4月11日，出演YouTube音樂節目LeeMujin Service第58集，為第三位出演該節目的IVE成員。[4]

- 2023年8月18日，開始擔任The North Face的宣傳大使。[5]

#### 2024年
- 2024年2月22日，公開《姐姐，今生我是王妃》原聲帶歌曲《MAY LILY》，為Leeseo的第一首Solo歌曲。
- 2024年4月28日，正式成為《人氣歌謠》固定主持人。

## 外部連結
- Leeseo的Instagram帳戶

 维基共享资源上的相關多媒體資源：Leeseo